# Pierre Daret

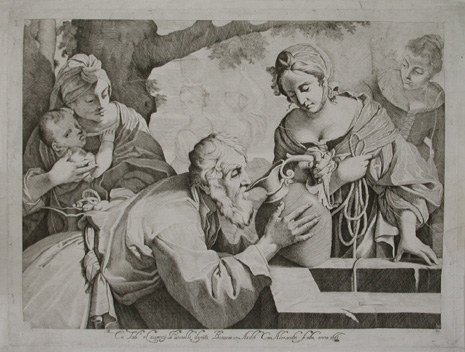
Biblische Szene, 1665

Pierre Daret, eigentlich Pierre Daret de Cazeneuve (* um 1604 in Paris; † 29. März 1678 auf Schloss La Luque bei Dax (Landes)) war ein französischer Maler und Kupferstecher.

## Leben
Nach seiner Ausbildung in der Malerei und im Kupferstich hielt sich Daret einige Jahre in Italien auf. In seinem Frühwerk lag der Schwerpunkt bei der Ölmalerei, später wechselte Daret dann zum Kupferstich.
Hierbei orientierte sich Daret an französischen, italienischen und niederländischen Meistern des 17. Jahrhunderts, wie Federico Barocci, Jacques Blanchard, Caravaggio, Annibale Carracci, Lodovico Carracci, Anthonis van Dyck, Justus van Egmont, Guido Reni, Jacques Sarazin, Gerard Seghers, Jacques Stella, Eustache Le Sueur und Simon Vouet.
Als einer seiner wenigen Schüler wäre hier François de Poilly d. Ä. zu nennen.
Im Alter von fast 75 Jahren starb Pierre Daret am 29. März 1678 auf Schloss La Luque bei Dax.
Darets gesamtes künstlerisches Werk zeugt von Genauigkeit und Freude am Detail. Durch ihn sind viele lebensnahe Porträts seiner Zeitgenossen überliefert. Er veröffentlichte u. a. zusammen mit seinem Kollegen Louis Boissevin eine Serie von 76 Porträts „Berühmte Männer des 17. Jahrhunderts“ und war auch als Schriftsteller tätig.

## Werke (Auswahl)
Gemälde
- Karl II. von England
- Kanzler Le Fèvre de Caumartin
- Ludwig XIII. zu Pferde
- Scarron
- Herzog Bernhard von Sachsen-Weimar
- Ladislaus IV. von Polen

Bücher
- La vie de Vasari
- Essay de peintre
- Tableaux historiques. Boissenin, Paris 1670.

Dieser Artikel basiert auf einem gemeinfreien Text aus Meyers Konversations-Lexikon, 4. Auflage von 1888 bis 1890.
| Personendaten    | Personendaten                         |
| ---------------- | ------------------------------------- |
| NAME             | Daret, Pierre                         |
| ALTERNATIVNAMEN  | Cazeneuve, Pierre Daret de            |
| KURZBESCHREIBUNG | französischer Maler und Kupferstecher |
| GEBURTSDATUM     | um 1604                               |
| GEBURTSORT       | Paris                                 |
| STERBEDATUM      | 29. März 1678                         |
| STERBEORT        | Schloss La Luque bei Dax (Landres)    |